# 복지만리
《복지만리》(福地萬里)는 일제강점기 말기인 1941년에 개봉된 영화 작품으로, 영화 감독 전창근의 데뷔작이다.
만주에서 이민 생활을 하는 조선인의 삶을 그린 영화로 만주 현지에서 촬영되었다. 겉으로 드러나는 주제는 만주 이민을 미화하고 장려하는 것이다.
백년설이 부른 주제가 〈복지만리〉가 크게 히트했다. 이 노래는 "저 언덕을 넘어 서면 새 세상의 문이 있다" 등 영화의 주제를 요약한 가사를 담고 있다. 또다른 주제가인 〈대지의 항구〉는 대한민국에서 오랫동안 애창되는 곡이다. 〈대지의 항구〉 역시 만주를 "꿈에 어리는 항구", "유자꽃 피는 항구"로 미화해 묘사하고 있다.
상하이 영화계에서 오래 활동한 전창근이 조선 영화 최초로 크레인 촬영을 시도하는 등 스케일 큰 영화로 촬영했다. 또한 유장산에 따르면, 이 영화의 촬영 과정에서 조선 영화 최초로 콘티가 도입되기도 했다.

## 줄거리
만주로 이민 간 조선인 집단 거주지가 배경이다. 이들은 벌목공으로 일하는 가운데 어려운 현실을 견디며 살고 있다. 어느날 이 마을에 들어온 조선인 작부들은 같은 조선인임에도 벌목공들을 업신여기나, 주인공의 설득으로 차츰 동포애를 되찾게 된다. 이 과정에서 주인공 청년과 작부 중 한 명은 결혼으로 맺어지고, 조선인 이민자들은 서러운 외국 생활 속에 직업의 귀천을 따지지 않고 한마음으로 단결하게 된다.

## 출연

### 주연
- 전창근
- 유계선
- 전옥
- 전택이

## 기타
- 조명: 최진
- 녹음: 주인규

## 평가
1960년대 초에 간행된 안종화의 《한국영화측면비사》에서는 "일제의 제국주의 정책에 영합하는 주제"를 다룬 영화로 평가했다. 그러나 이 영화로 인해 감독이자 시나리오를 쓴 전창근이 체포되어 100일 동안 수감되었다는 설도 있다. 이로 인해 오랫동안 민족 단결을 호소하는 민족주의적 영화인 것으로 알려지기도 했으나, 최근의 연구에서는 만주국 건국 이념인 오족협화를 형상화한 친일 영화라는 결론을 내리고 있다.
반면 조선민주주의인민공화국에서는 이 영화를 반동 영화로 평가해온 것으로 알려져 왔으나, 2008년에 영화 주제곡 〈대지의 항구〉를 조선중앙방송을 통해 내보내며  "애국의 뜻을 품은 양심적 문예인들이 조선인민과 중국인민 사이에 쐐기를 박으려는 일제의 간악한 민족이간 책동에 맞서 1940년에 제작한 영화"로 재평가했다.